# Lorenzo Bianchetti
Lorenzo Bianchetti (ur. 12 września 1545 w Bolonii, zm. 12 marca 1612 w Rzymie) – włoski kardynał.

## Życiorys
Urodził się 12 września 1545 roku w Bolonii, jako syn Cesarego Bianchettiego i Maddaleny Castelli. Studiował na Uniwersytecie Bolońskim, gdzie uzyskał doktorat z prawa. Został relatorem Świętej Konsulty, audytorem Roty Rzymskiej i referendarzem Najwyższego Trybunału Sygnatury Apostolskiej. 5 czerwca 1596 roku został kreowany kardynałem prezbiterem i otrzymał kościół tytularny San Lorenzo in Panisperna. Zmarł 12 marca 1612 roku w Rzymie.